# Wyspa Kriestowska

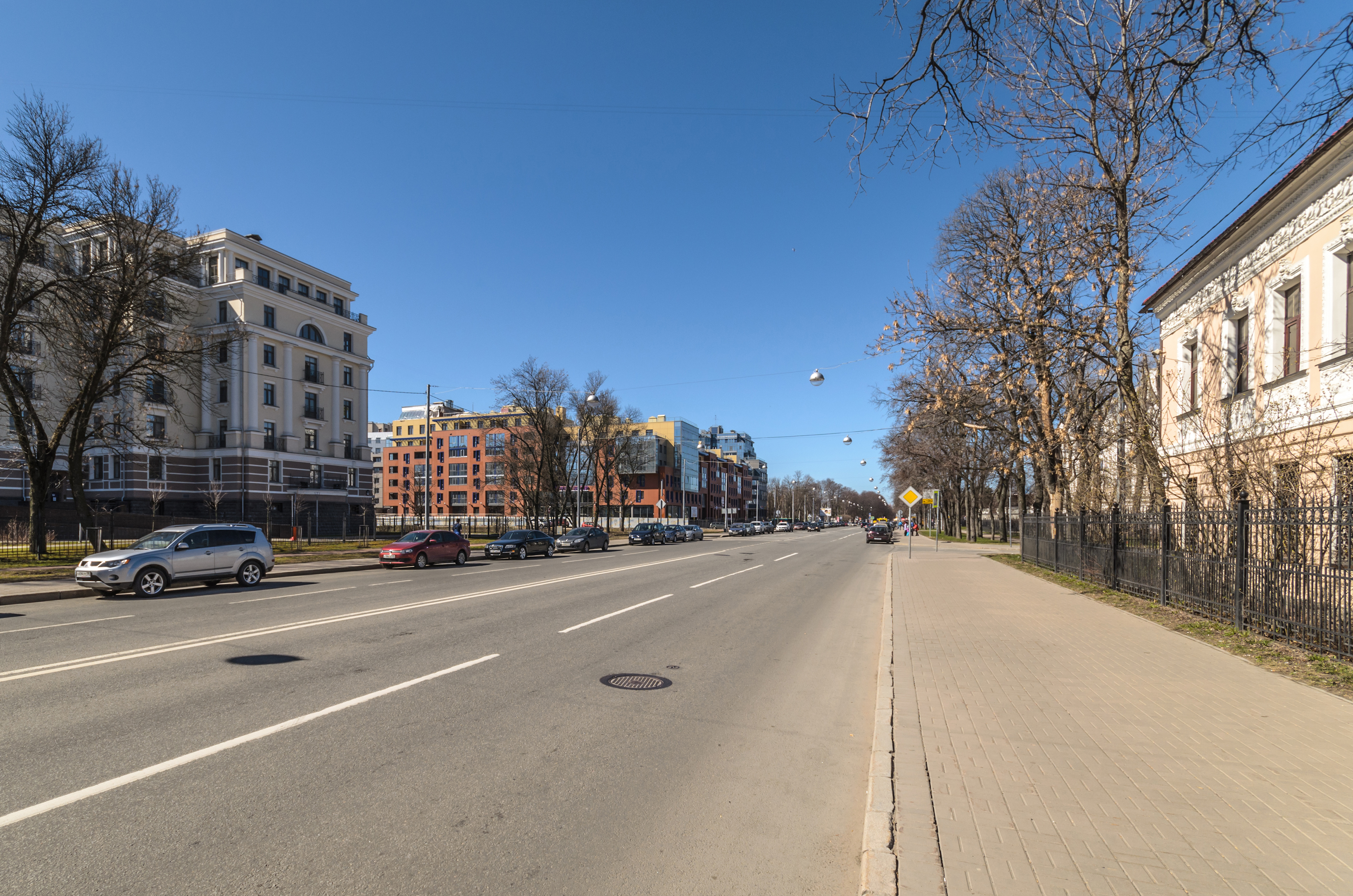
Prospekt Morski, jedna z głównych ulic wyspy

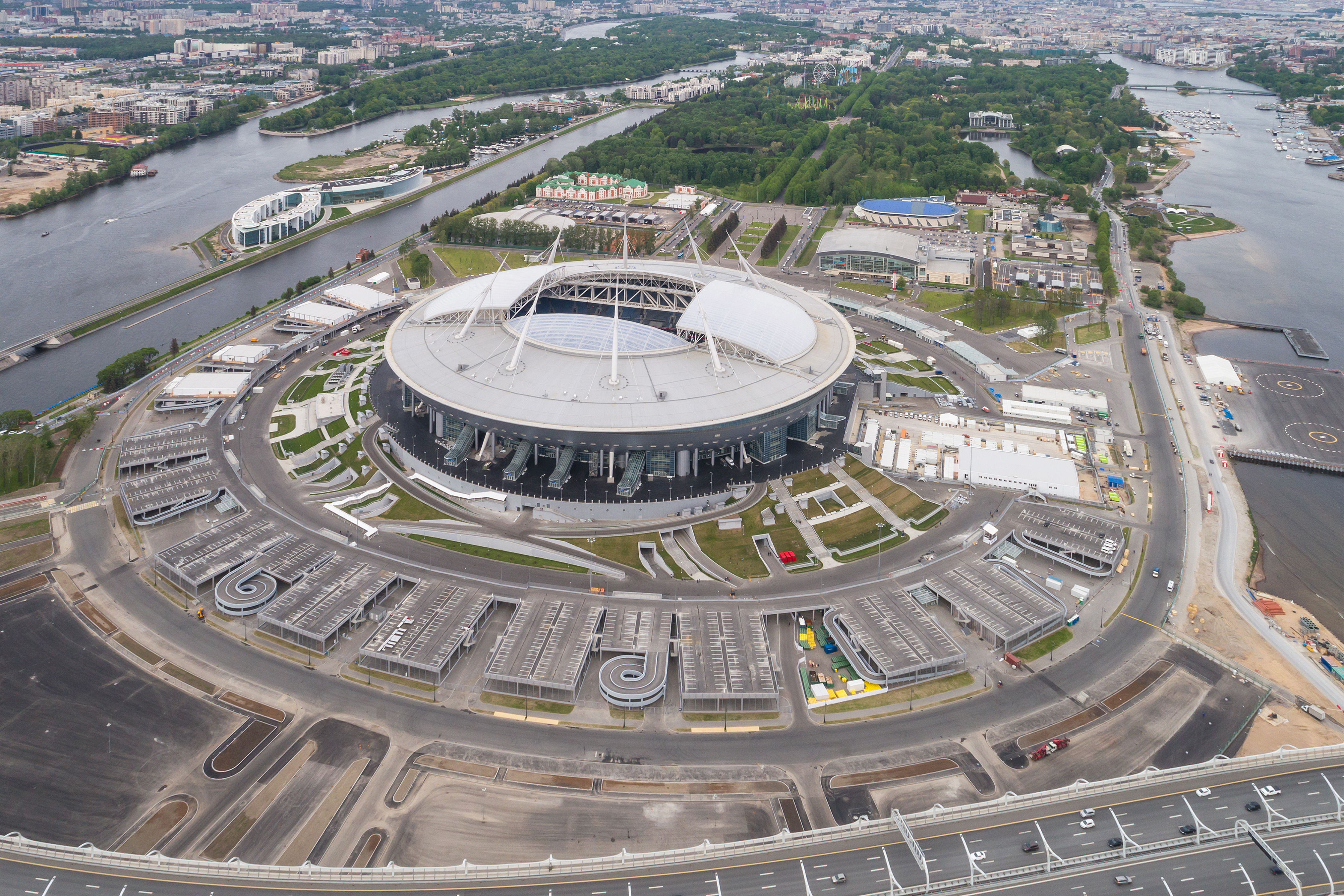
Widok z lotu ptaka na Stadion Kriestowski i Nadmorski Park Zwycięstwa (zachodnia i centralna część Wyspy Kriestowskiej)

Wyspa Kriestowska (ros. Крестовский остров, Kriestowskij ostrow) – wyspa w delcie Newy, o powierzchni 340 hektarów. Jedna z wysp objętych zabudową miejską Petersburga. Znaczną jej część zajmują obiekty sportowe i rekreacyjne oraz park. 

## Położenie
Wyspa położona jest między rzekami Małą i Średnią Newką oraz Kriestowką, natomiast od zachodu oblewana jest wodami Zatoki Fińskiej. Mała Newka opływa ją od południa i od wschodu, oddzielając ją od wysp Pietrowskiej, Piotrogrodzkiej i Aptekarskiej. Od Wyspy Kamiennej Wyspę Kriestowską oddziela na północnym wschodzie Kriestowka. Średnia Newka opływa natomiast wyspę od północy, oddzielając ją od Wyspy Jełagina. Wyspa Kriestowska ma długość 3,9 km i szerokość jednego kilometra. Z sąsiednimi wyspami łączą ją mosty: Łazariewski i Wielki Kriestowski z Wyspą Piotrogrodzką, Mały Kriestowski z Wyspą Kamienną, 2 Jełagiński z Wyspą Jełagina. 

## Historia i opis
Ludność fińska nazywała wyspę Ristisaari (risti, krzyż), nazwa rosyjska (kriest, krzyż) jest tłumaczeniem. W 1710 r. Piotr I podarował wyspę Aleksandrowi Mienszykowowi. W latach 1714–1716 wyspa należała do siostry cara Natalii Aleksiejewny, a po jej śmierci ponownie do Mienszykowa. W 1731 r., po zesłaniu Mienszykowa, wyspę otrzymał hrabia Burkhard Christoph Münnich. Po jego zesłaniu majątek trafił w ręce hrabiów Razumowskich. W 1803 r. kupił go książę Aleksandr Biełosielski-Biełozierski. Już w okresie przynależności do Razumowskich wyspa stała się jednym z miejsc wypoczynku mieszkańców miasta. Wstęp do założonego przez Razumowskiego parku był otwarty, organizowano w nim tańce i sprzedawano jedzenie na straganach. Na początku XIX w. część wyspy zajmowała wioska Czuchonka, która z czasem zanikła, od lat 60. XIX w. w zachodniej części wyspy powstawały dacze. Na początku XX w. na wyspie zaczęto budować kamienice i wille.        

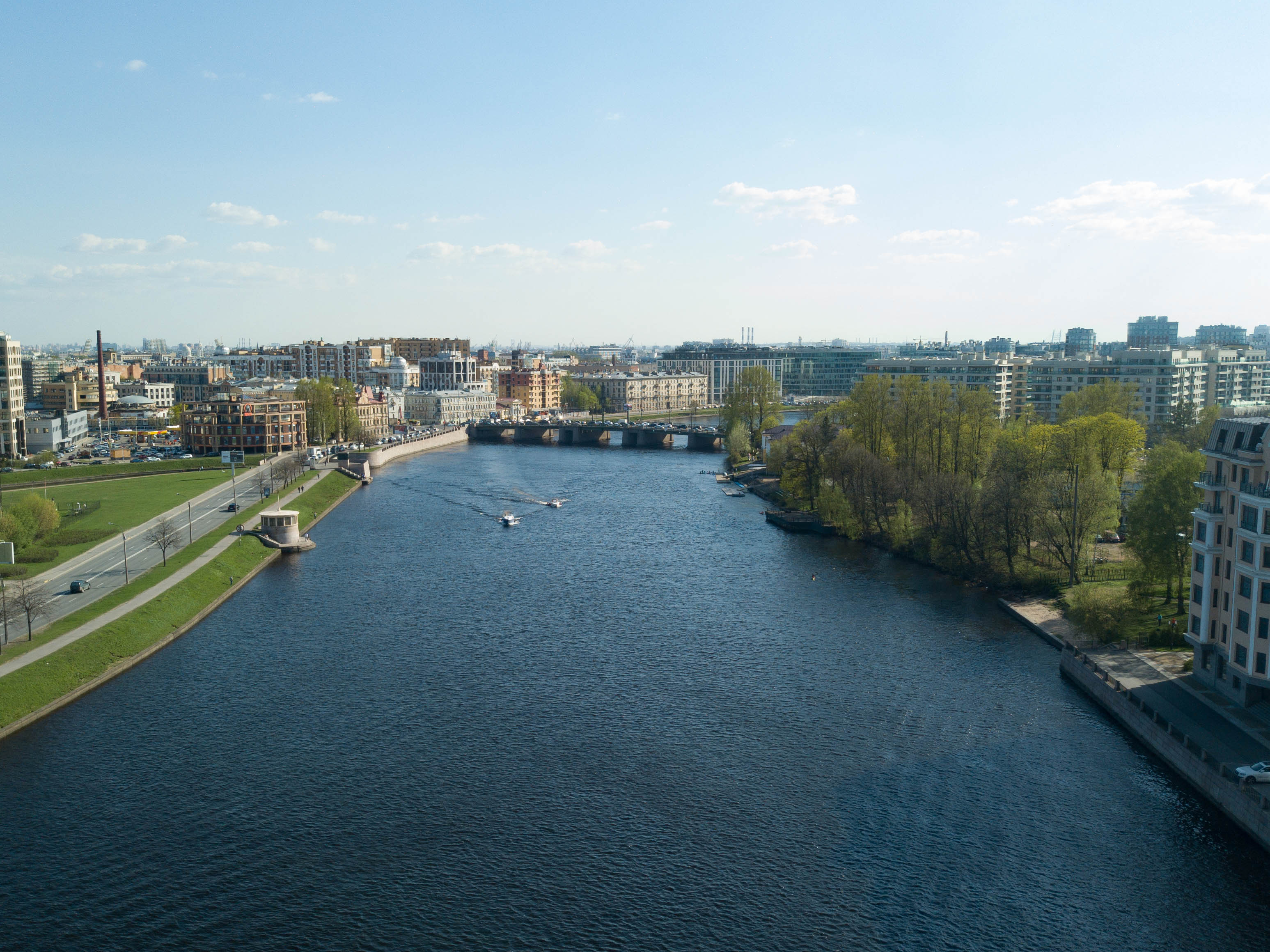
Most Wielki Kriestowski między wyspami Kriestowską i Piotrogrodzką

W ZSRR uporządkowana i zabudowana została zachodnia część wyspy. W 1932 r. przystąpiono do budowy stadionu im. Kirowa. Wcześniej, w latach 1927–1928, zbudowany i oddany do użytku został stadion Dynamo. Z kolei we wschodniej części wyspy w latach 1931–1933 wzniesiono nowe osiedle mieszkaniowe dla robotników. Z obiektów sportowych na wyspie powstały również bazy wioślarskie i basen klubu Spartak. W 1945 r. na wyspie urządzono Nadmorski Park Zwycięstwa. Drugie osiedle domów wielorodzinnych budowano na Wyspie Kriestowskiej od lat 60. do 80. XX w. Po upadku ZSRR na wyspie powstały kolejne osiedla.
W latach 2006–2017 na miejscu stadionu im. Kirowa wzniesiony został Stadion Kriestowskij.
Na wyspie znajdują się dwie stacje petersburskiego metra: Kriestowskij Ostrow (linia Frunzeńsko-Nadmorska) oraz Zenit (linia Newsko-Wasileostrowska). 